# Самсонов, Семён Александрович
Самсонов, Семён Александрович (1 сентября 1931 — 31 августа 1993) — советский удмуртский писатель, публицист и переводчик, редактор. Член Союза писателей СССР (1962). Председатель правления Союза писателей Удмуртской АССР (1985 — 1993). Народный писатель Удмуртии (1986).

## Биография
Семён Самсонов родился в 1931 году в деревне Сырьезшур (ныне Малопургинский район Удмуртии). В 1951 году окончил Можгинскую фельдшерскую школу, а в 1956 — Удмуртский педагогический институт. Работал в газете «Советской Удмуртия». Был главным редактором журнала «Молот», позже окончил Высшие литературные курсы в Москве. С 1985 по 1993 год был председателем правления Союза писателей Удмуртской АССР. Избирался секретарём Союза писателей РСФСР и вице-президентом Ассоциации финно-угорских писателей России (1990). В 1986 году ему присвоено звание «Народный писатель Удмуртии».

## Творчество
Первые очерки, публицистические статьи и рассказы Семёна Самсонова стали появляться в республиканской печати в конце 50-х годов. В 1959—1963 годах вышли 4 сборника публицистических очерков; в этих очерках он поднимает темы жизни сельских жителей Удмуртии, пишет о сталинских репрессиях. С середины 1960-х годов Семён Александрович Самсонов обратился к крупным литературным формам. Его перу принадлоежат повести «Люблю тебя» («Яратӥсько тонэ …») о сельской жизни и молодёжи, «Запутанный клубок» («Тугаськем бугор», в русском переводе — «Ночной звонок») о работе милиции, «Гроза над Камой» («Кам вадьсын чудыръя») о событиях Гражданской войны. В 1970-1980-е годы им написаны повести «Солнце в зенит — день звенит» («Шунды выллань — нунал азьлань») о достопримечательностях Удмуртии, «Судьба-мачеха» («Гурезез ӝужыт, ошмесэз кезьыт») об учёном П. К. Ощепкове и др. Крупнейшим произведением Самсонова является роман «Голуби с пути не сбиваются» («Дыдыкъёс бус пӧлы уг йыромо»).
Произведения С.А. Самсонова переведены на татарский, марийский, мордовский, коми, аварский, осетинский, якутский, эстонский, узбекский, украинский, финский и другие языки.
Семён Александрович занимается также переводом, перевёл на удмуртский язык повести В. Тендрякова «Суд» и «Чудотворная », Н. Евдокимова «Грешница» В. Санги «Тынграй».

## Библиография

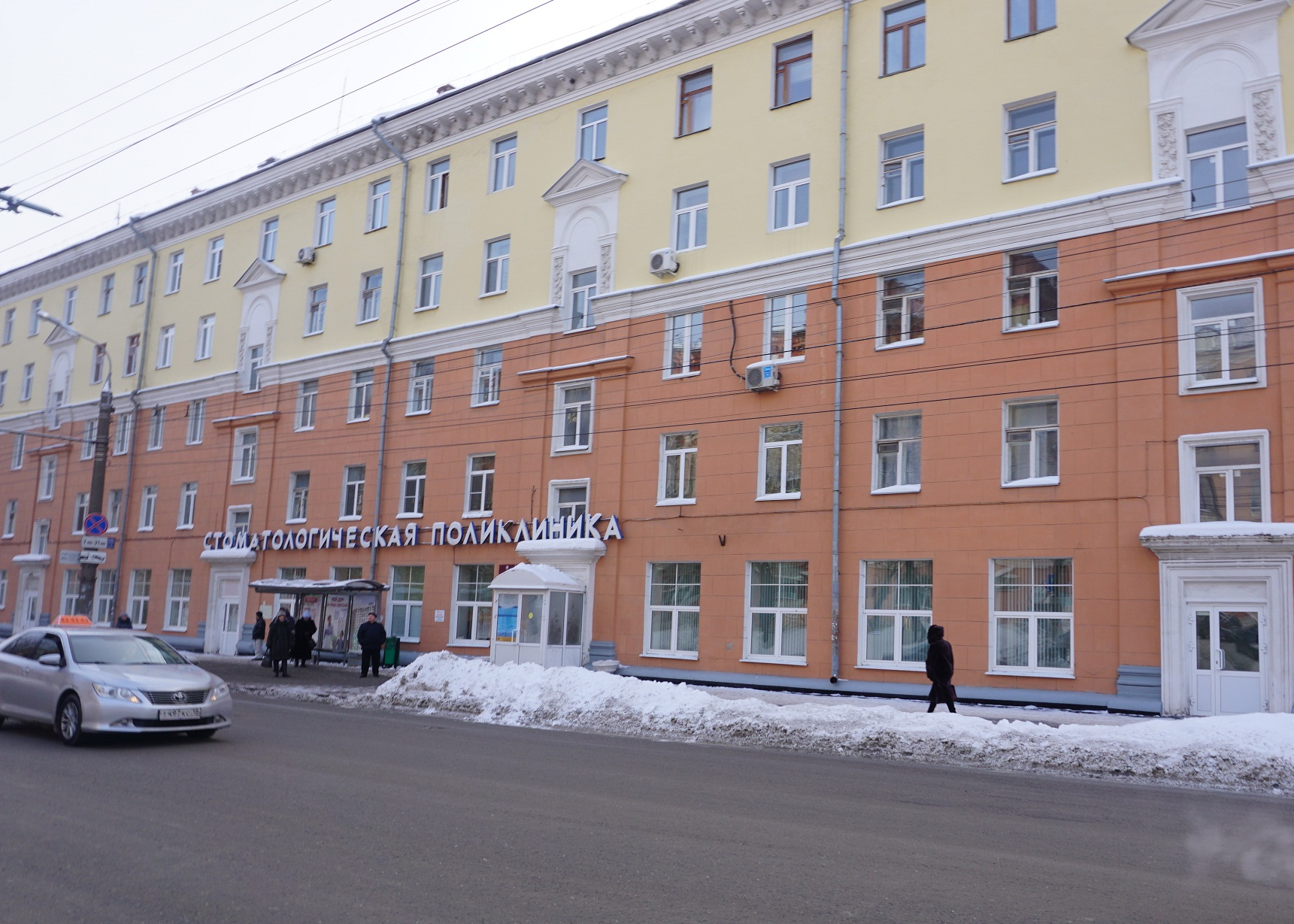
Дом (ул. Советская, д. 20), где Семён Самсонов жил и работал с 1956 по 1978 г.г.

## Литература

Мемориальная доска на доме 20 по ул. Советской, в котором жил и работал С.А. Самсонов.

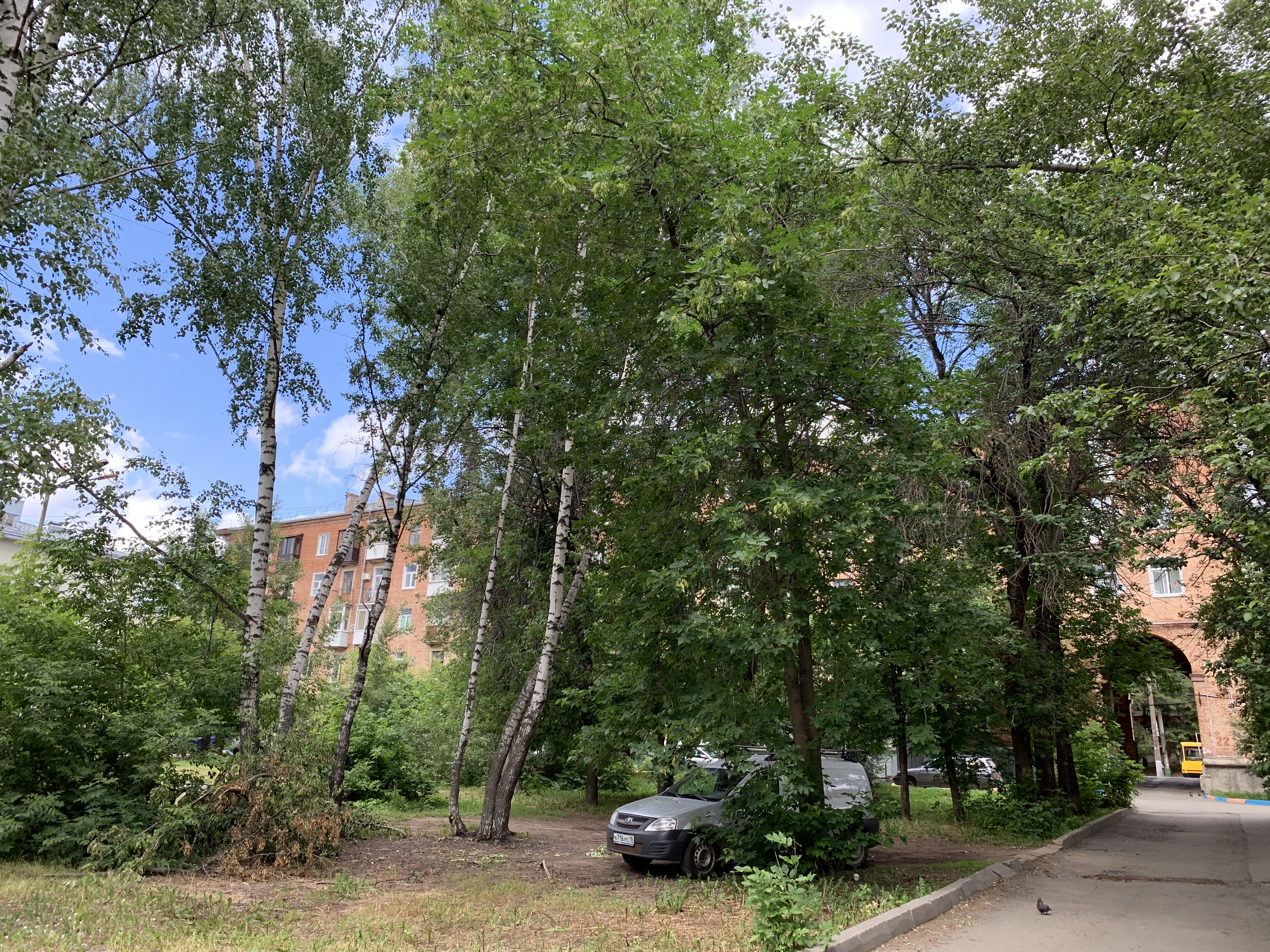
Двор дома № 20 по ул. Советской

## Память
- В 2005 году в память о С. А. Самсонове в родной деревне Сырьезшур открыт музей писателя;
- В городе Ижевске установлена мемориальная доска на доме, где жил Семён Александрович (ул. Советская, д. 20);
- Имя писателя носит одна из улиц города Ижевска и Малопургинская районная библиотека, где ежегодно проходят самсоновские чтения[2].